# La Civilisation à travers les âges
La Civilisation à travers les âges, estrenada als Estats Units com Humanity Through the Ages, és una pel·lícula de drama històric de 1908 dirigida per Georges Méliès. La pel·lícula, que ara es suposa perduda, és una narració episòdica que mostra exemples de la brutalitat de la humanitat, des de la història de Caín i Abel fins a la Convenció de la Haia de 1907. Es considera un remake de la pel·lícula dels germans Lumière, Néron essayant des poisons sur des esclaves.

## Sumari

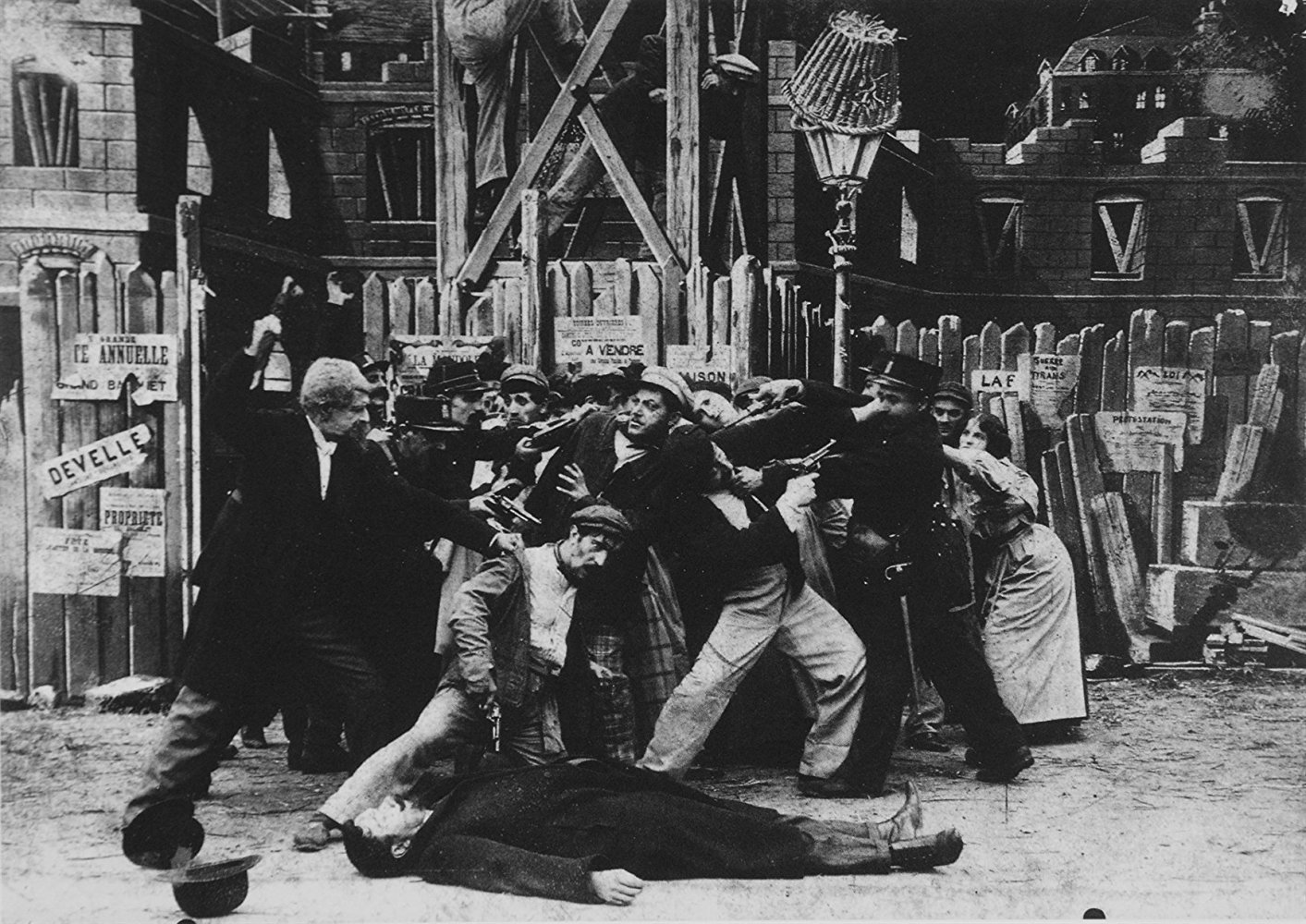
Una altra imatge promocional de la pel·lícula, que mostra els apaches parisencs.

Els deu primers episodis de la pel·lícula inclouen Caín i Abel, els druides, Neró i Locusta, la persecució dels cristians a l'Imperi Romà, els costells de l'edat mitjana, el Gibbet de Montfaucon, processos de tortura a l'Edat Mitjana, Lluís XIII de França, apaches parisencs contemporanis, i la Convenció de la Haia de 1907. L'escena de l'Haia acaba amb l'enfonsament de la convenció en el caos, amb els delegats, que havien acceptat limitar el poder dels exèrcits, atacant-se directament entre ells. L'onzena i última escena, titulada "Triomf", mostra un àngel de la destrucció flotant sobre un camp de batalla cobert de soldats morts i ferits.

## Producció

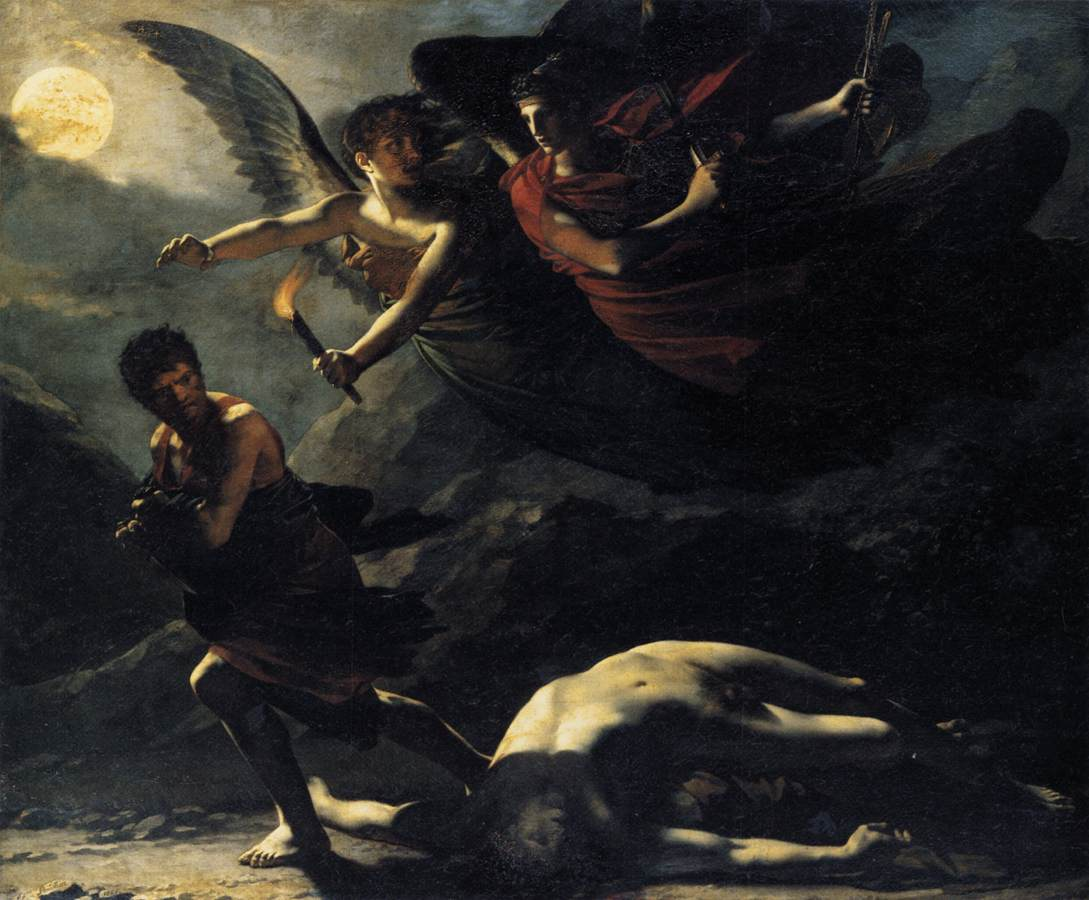
La Justicia i venjança divina perseguint el crim de Prud'hon

La Civilisation à travers les âges es va fer en resposta a pel·lícules històriques d'èxit com ara Gli ultimi giorni di Pompei, i va dirigir-se amb un estil molt seriós contrastant fortament amb la majoria de l'obra de Méliès. Méliès va fer dues aparicions a la pel·lícula, com a druida i com a jutge de la Inquisició espanyola. La primera escena inclou un moment posat en escena per Méliès per recrear el quadre de 1808 de Pierre-Paul Prud'hon Justicia i venjança divina perseguint el crim.
Els estudiosos de Méliès Paul Hammond i John Frazer han assenyalat que el to molt pessimista de la pel·lícula és poc habitual entre l'obra de Méliès; tots dos estudiosos han suggerit que el pessimisme deriva de la intensa pressió comercial que Méliès va sentir per part dels competidors durant la realització de la pel·lícula.

## Estrena i recepció
La pel·lícula va ser estrenada per la Star Film Company de Méliès com a primera pel·lícula de 1908 i numerada del 1050 al 1065 als seus catàlegs. Va ser registrada per als drets d'autor estatunidencs a la Biblioteca del Congrés dels Estats Units el 7 de febrer de 1908. Segons per a l'historiador del cinema Jay Leyda, la pel·lícula va crear sensació quan es va estrenar a Rússia.
El fill de Méliès, André Méliès, va informar que La Civilisation à travers les âges va ser la pel·lícula de la qual el seu pare se sentia més orgullós. Ara es presumeix perduda.